# DR-Baureihe E 91
Zur Baureihe E 91 gehörten drei verschiedene Bauarten elektrischer Güterzuglokomotiven der Deutschen Reichsbahn-Gesellschaft. Neben den unten beschriebenen beiden Einheitslokomotivbauarten gab es eine ehemals preußische Bauart EG 538abc bis EG 549abc, die ab 1927 die Baureihenbezeichnung E 91.3 trug.

## E 91.0 und E 91.8

### Geschichte
1922 bestellte die Deutsche Reichsbahn im Rahmen ihres ersten Beschaffungsplans elektrischer Einheitslokomotiven 30 schweren Güterzugelektrolokomotiven der Achsfolge C’C’ für den Gebirgsdienst, die 1925 und 1926 von Krauss (mechanischer Teil) und WASSEG (elektrische Ausrüstung) geliefert wurden. 16 Lokomotiven wurden dem bayerischen Netz zugeteilt. Die Gruppenverwaltung Bayern bezeichnete sie als EG 5 22 501–516. Die anderen 14 Maschinen wurden als EG 581 Breslau bis EG 594 Breslau im schlesischen Netz eingesetzt. Ab 1927 erhielten sie die Betriebsnummern E 91 01–16 (bayerische Variante), bzw. E 91 81–94 (preußische Variante). 1927 wurden weitere vier Lokomotiven, die zwar noch mit bayerischen Betriebsnummern bestellt worden waren, schon mit den neuen Nummern E 91 17–20 geliefert.
Die Baureihen E 91 und E 77 waren sehr ähnlich gestaltet. Die dreiachsigen Triebgestelle der E 91 besaßen einen Innenrahmen. Ein Doppelmotor trieb über einen Winterthur-Schrägstangenantrieb die Achsen eines Triebgestells an. Der Aufbau war dreiteilig. Die Endteile besaßen einen Endführerstand und einen Maschinenraum und saßen fest auf den Triebgestellen. Das Mittelteil war drehbar auf Kugelzapfen der Triebgestelle aufgelegt. Die Übergänge zwischen den einzelnen Abschnitten des Maschinenraums waren durch Faltenbälge gesichert, Zwischenwände gab es keine. Die bayrischen Lokomotiven ließen sich von den schlesischen durch die zusätzliche Fronttür zwischen den beiden Führerstandsfenstern unterscheiden (siehe Abb. rechts der bayerischen E 91 11, abgestellt im AW Frankfurt als stationärer Trafo für das Prüffeld; gegenüber der E 91.9 hat diese unten liegende seitliche Lüftungsschlitze).
Die Maschinen sollten auf 10 ‰ Steigung Güterzüge mit 1200 t Gewicht mit 35 km/h und Personenzüge von 500 t Gewicht mit 45 km/h befördern können. Da die Lokomotiven in der Fertigung etwas schwerer ausgefallen waren, wurden mit ihnen Probefahrten mit 1.400 t Last durchgeführt, die die noch als EG 582 bezeichnete Lokomotive auf einer Rampe von 10 ‰ der Schlesischen Gebirgsbahn zwischen Lauban und Langenöls erfüllen konnte. Das geforderte Leistungsprogramm konnte somit um 16 % überboten werden. Da die Lokomotiven für den Güterzug- und Steilstreckenbetrieb vorgesehen waren, die keine hohen Geschwindigkeiten erforderten, erfüllten die Maschinen die in sie gesetzten Erwartungen. Durch das große Reibungsgewicht waren sie besonders geeignet für diesen Dienst. Laufprobleme wie bei der E 77 waren bei ihr nicht bekannt, allerdings war die Höchstgeschwindigkeit 10 km/h geringer. Die Konstruktion der Lokomotive wurde zum Bau der E 60 herangezogen, die praktisch eine halbierte Version der E 91 darstellt.
Bei der DR blieben die süddeutschen Maschinen bis 1931 in Bayern (Bw München Hbf, Regensburg, Rosenheim und Freilassing) 1933 wurden die zwölf Lokomotiven des Bw Regensburg nach Ulm und Kornwestheim umbeheimatet, um auf der neu elektrifizierten Strecke Stuttgart–Ulm eingesetzt zu werden. Nach Auslieferung der E 93 lösten diese die E 91 auf der Geislinger Steige ab, und sie kamen wieder in bayerische Betriebswerke. Die schlesischen Maschinen, mit denen die Auslieferung 1925 begonnen hatte, waren im Bw Hirschberg beheimatet. Von ihnen wurden 1933 die E 91 89 und 90 zum Bw Kornwestheim sowie E 91 91 und 92 zum Bw Ulm der Rbd Stuttgart umgesetzt. 1943 kamen E 91 81, 88 und 93 nach Bayern, 1944 folgte E 91 82 und 1945 kam E 91 94 zum Bw Augsburg.
Die verbliebenen E 91 83 bis E 91 87 wurden im Herbst 1945 in die Sowjetische Besatzungszone überführt. Sie gelangten 1946 als Reparationsleistung in die UdSSR. Nach ihrer Rückkehr 1952/53 blieben sie abgestellt. Eine Wiederinbetriebnahme für die Rübelandbahn wurde nicht ernsthaft verfolgt, da relativ bald feststand, diese Strecke mit 25 kV, 50 Hz zu elektrifizieren. Die Lokomotiven wurden 1962 ausgemustert und 1965 verschrottet.
Von den süddeutschen Lokomotiven waren 1934 die E 91 05 und 1944 die E 91 17 ausgemustert worden. Nach weiteren Ausmusterungen verblieben ab 1950 die 17 Lokomotiven E 91 01–03, 07–11, 13, 15, 16, 18, 20, 81, 88, 89 und 94 im Bestand der DB und wurden zwischen 1958 und 1960 modernisiert, wobei vor allem die elektrische Ausrüstung erneuert wurde. Dabei wurden die Führerstände verändert (Entfernen der Übergangseinrichtung und Fensterschirme, drittes Stirnfenster ergänzt). Mit Einführung der computergerechten Betriebsnummern trugen die Lokomotiven ab 1968 die Baureihenbezeichnung 191 und dreistellige Ordnungsnummern. In den letzten Jahren waren die Maschinen nicht nur in süddeutschen Bahnbetriebswerken, sondern mit dem Bw Oberhausen im Ruhrgebiet beheimatet. Wegen ihrer geringen Höchstgeschwindigkeit wurden sie vor allem im Rangierdienst eingesetzt. Hier sicherte ihr hohes Reibungsgewicht noch den längeren Einsatz auf geneigten Rampen, bis sie zwischen 1969 und 1975 ausgemustert wurden.

## Technische Beschreibung

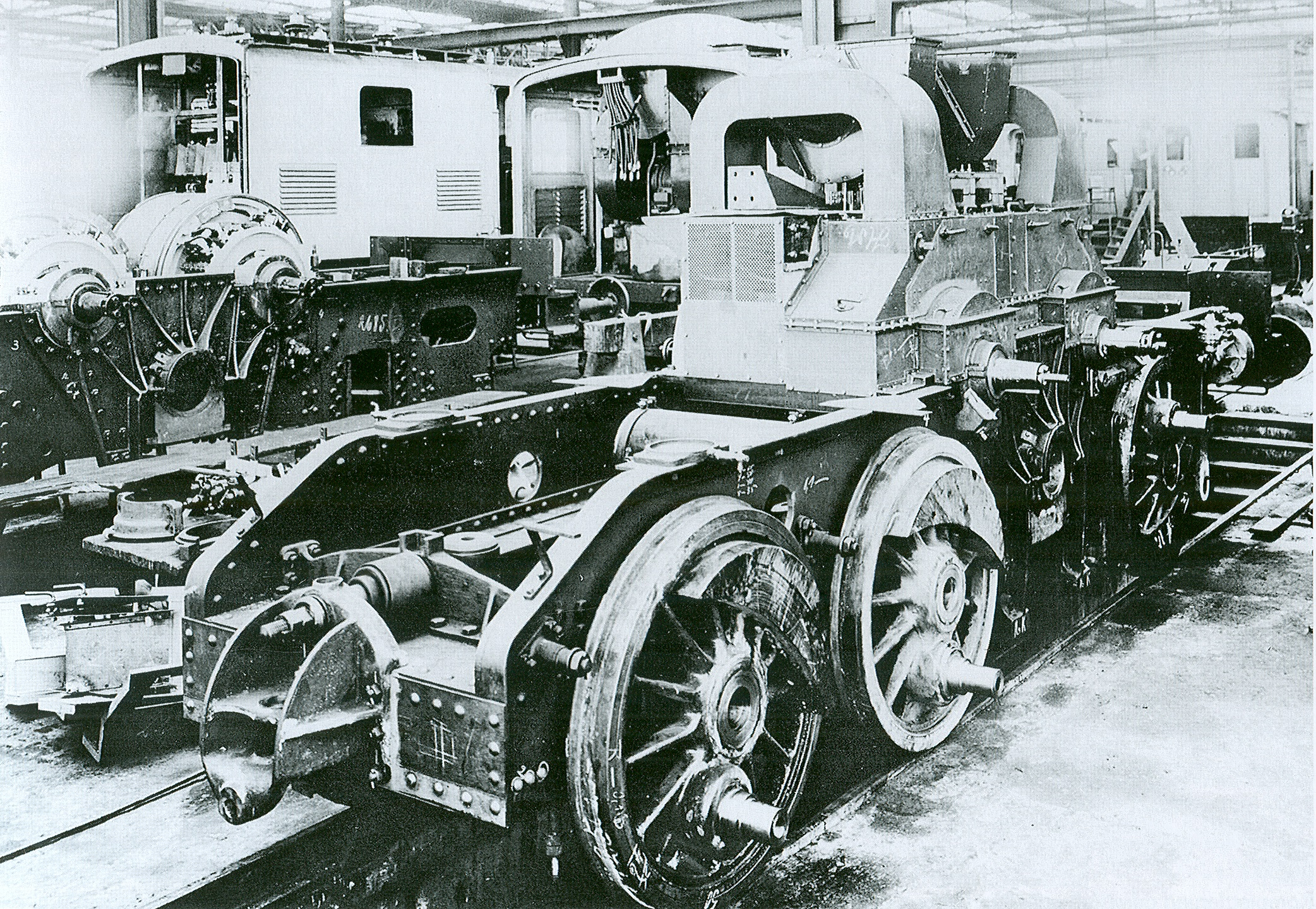
Werkfoto der AEG von einem Triebdrehgestell der E 91

Jedes der zwei dreiachsigen Triebdrehgestelle war eine Nietkonstruktion mit Blechrahmenwangen einer Stärke von 25 mm. Sie waren durch die Stahlguss-Motorwanne, die Pufferbohle und die Endträger versteift, die die Gleitpfannen für die Lagerung des mittleren Lokkastens trugen. Die Gleitpfannen der Endträger haben eine gleichmäßige Belastung der Achsen der Triebdrehgestelle mit bewirkt. Die Übertragung der Zugkräfte wurde auf das andere Triebdrehgestell über den mittleren Lokkasten durchgeführt. Im Gegensatz zum Mittelstück waren die Endstücke des Lokkastens fest auf den Triebdrehgestellen aufgesetzt. Diese Lokkästen trugen die Führerstände und, durch Trennwände von diesen abgetrennt, die Maschinenräume mit den elektrischen Fahrmotoren. Im Mittelteil war der Haupttransformator, dessen Lüfter und Ölkühler sowie der Luftverdichter untergebracht.
Die äußeren Radsätze des Triebdrehgestells waren fest gelagert, die mittleren besaßen ein Seitenspiel von 25 mm. Angetrieben wurden die Achsen von einer Blindwelle über einen Winterthur-Schrägstangenantrieb. Der Antrieb auf die Blindwelle erfolgte über gefederte geradverzahnte Motorritzel von zwei Doppelmotoren auf das Großrad der Blindwelle.
Der Haupttransformator war ölgekühlt und als Manteltransformator aufgebaut. Er verfügte über eine Leistung von 2.050 kVA. Über eine Schützensteuerung geschah bei ihm der Abgriff von zehn verschiedenen Wicklungssegmenten für die Leistungseinstellung der Fahrmotoren. Die zehnpoligen Fahrmotoren und deren Steuerung mit 19 Fahrstufen waren weitgehend mit der der bay. EP 5 identisch. Die jeweils zwei Motoren jedes Drehgestelles befanden sich permanent in Reihenschaltung und an jedem Doppelmotor war ein eigener Lüfter aufgebaut. Die Fahrtrichtungsänderung wurde über vier hinter jedem Doppelmotor angeordneten Schützen vollzogen.

## E 91.9

### Geschichte

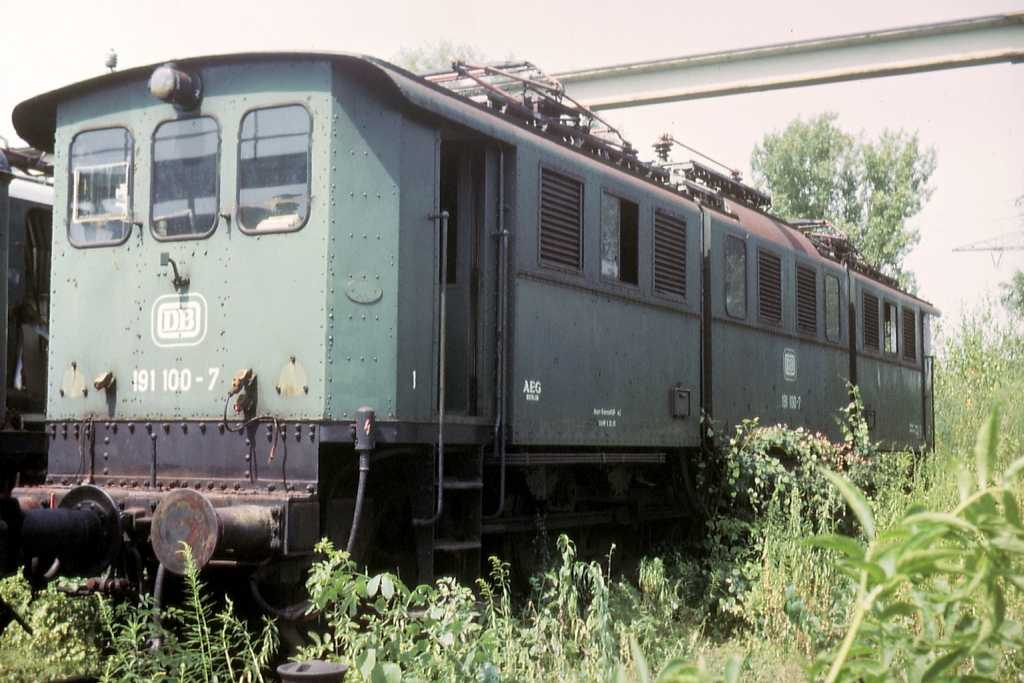
Ersatzteilspender 191 100 ausgemustert im AW München-Freimann 1983

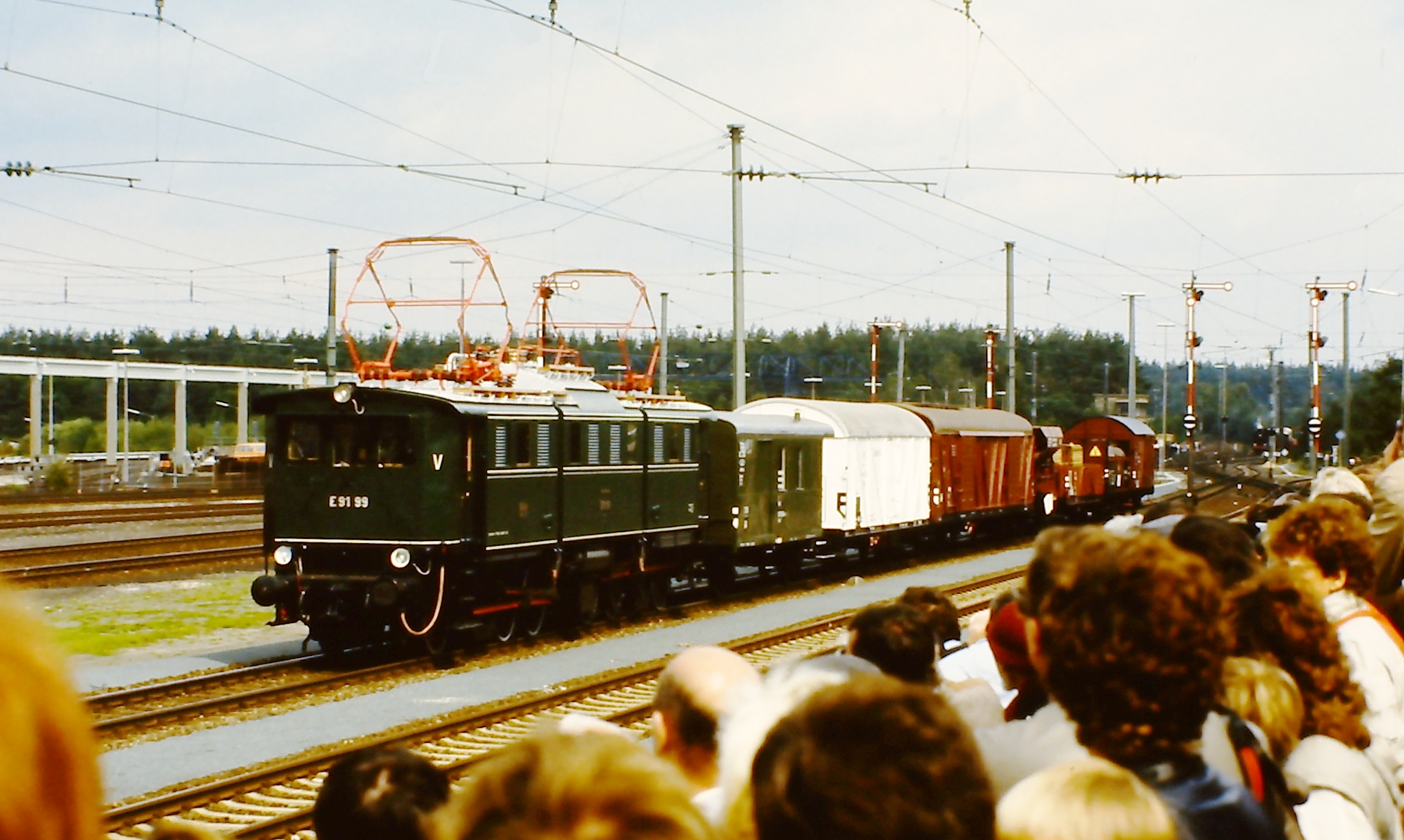
E 91 99 bei der Jubiläumsparade 1985

Da durch Netzerweiterungen und steigenden Verkehr weitere Elektrolokomotiven notwendig wurden, bestellte die Deutsche Reichsbahn-Gesellschaft 1927 zur Deckung des dringendsten Bedarfs zwölf Lokomotiven der Baureihe E 91 nach. Für die Beförderung schwerer Züge auf langen Gefällestrecken sollten die Lokomotiven eine elektrische Bremse erhalten. Zudem musste die Ursprungskonstruktion verändert werden, um Gewicht einzusparen. Als Baumuster zur Erprobung der elektrischen Bremse war die E 95 02 bei Lieferung mit ihr ausgerüstet.
Die Maschinen wurden 1929 von der AEG und WASSEG (Arbeitsgemeinschaft aus AEG und SSW) als E 91 95–106 ausgeliefert und für den Betrieb im schlesischen Netz im Bw Waldenburg-Dittersbach stationiert. Von der Ursprungsausführung der Baureihe E 91 unterschieden sie sich nicht nur technisch durch das geringere Gewicht (Gewichtsersparnis vor allem bei den Fahrmotoren) und die elektrische Bremse, die Lokomotiven waren länger geworden. Leistungsmäßig unterschieden sich beide Bauarten nicht. Äußerlich waren die neueren Maschinen leicht an den drei großen Führerstandsfenstern und den seitlichen Lüftungsgittern, die alle auf Höhe der Maschinenraumfenster saßen, zu erkennen. Zur Unterscheidung von der älteren Ausführung erhielten sie die Baureihenbezeichnung E 919.
Die E 91 96 wurde nach einem Unfall 1943 ausgemustert und nach Kriegsende in Süddeutschland zerlegt. Vor Kriegsende wurden die E 91 95 bis E 91 102 nach Süddeutschland gebracht. E 91 104 befand sich bei Kriegsende mit Bombenschäden im RAW Dessau. Die E 91 103, 105 und 106 wurden im Oktober 1945 ebenfalls dorthin gebracht. Diese drei Maschinen und Ersatzteile aus der zerlegten E 91 104 gelangten 1946 im Rahmen der Reparationslieferungen in die Sowjetunion. Nach ihrer Rückkehr 1952/53 blieben sie abgestellt und wurden 1962 ausgemustert und im folgenden Jahr verschrottet.
Bei E 91 95 wurden die Kriegsschäden nicht mehr repariert. Sie wurde 1949 ausgemustert. Die übrigen Lokomotiven (E 91 97–102) standen bei der Deutschen Bundesbahn in Betrieb und wurden entsprechend der E 91.0 zwischen 1957 und 1960 modernisiert. Mit der Einführung des EDV-Baureihenschemas zum 1. Januar 1968 wurden sie in 191 097–102 umgezeichnet. Ihre Ausmusterung erfolgte 1974 (191 097, 098, 102) und 1975 (191 099–101).
Am 27. November 1975 wurde mit der 191 099 die letzte Lokomotive der Baureihe 191 ausgemustert. Sie blieb als Museumslokomotive erhalten. Aus Anlass des Jubiläums 150 Jahre Deutsche Eisenbahnen im Jahr 1985 wurde diese mit Teilen der 191 100 betriebsfähig hergerichtet und konnte an der Jubiläumsparade fahrend teilnehmen. Nach verschiedenen Schäden musste sie wieder abgestellt werden. Sie befindet sich im Bahnpark Augsburg.

## Technische Details
Die Unterschiede zu der Ursprungsvariante betrafen den Radstand im Triebdrehgestell, der um 200 mm vergrößert wurde, und den Achsstand der Lokomotive, der durch Auseinanderrücken der Triebdrehgestelle um 300 mm vergrößert wurde. Grund dafür waren ein erforderlicher Raumgewinn zum Unterbringen der Widerstandsbremse. Demgegenüber konnte zwischen der äußeren Achse und der Pufferbohle 50 mm eingespart werden.
Weiterhin war zwecks zusätzlicher Last durch die Widerstandsbremse die elektrische Anlage überarbeitet worden. So wurde der völlig umgearbeitete Transformator 2.900 kg leichter, an den Motorgehäusen ergab sich eine Einsparung von 2.300 kg. Weitere Einsparungen führten dazu, dass das Gesamtgewicht der Lokomotiven um 7.300 kg als die Ursprungsvariante leichter waren. Die Dachausrüstung wurde überarbeitet. Da bei der Ursprungsausführung durch Eisbildung an den Kontakten der Stromabnehmer Störungen aufgetreten waren, erhielten die modifizierten Lokomotiven einen vom Maschinenraum aus zu betätigenden Trennschalter.